# Golden goal
Golden goal, "gyllene mål", är en metod med direktavgörande mål som används inom fotbollen för att snabbare tvinga fram ett matchavgörande i förlängningar. På herrsidan användes den i stora tävlingar 1996-2003. Om något av lagen skulle göra mål under förlängningen så avslutades matchen när målet gjordes. Själva målet i sig kallas även ett "golden goal". I andra lagsporter, som till exempel bandy, innebandy och ishockey, kallas metoden för sudden death.
Regeln användes första gången i Cromwell Cup på Bramall Lane, Sheffield 1868, även om termen golden goal då inte användes. Målet gjordes av Sheffield Wednesday FC.
Första gången golden goal användes i en större turnering var under EM i fotboll 1996 och den första match som kom att avgöras med ett golden goal var finalen mellan Tjeckien och Tyskland i samma turnering. Oliver Bierhoff blev historisk målskytt i den 95:e matchminuten. 
En grundtanke med införandet av golden goal inom fotbollen var att det skulle stimulera fram mer offensiv och anfallsvillig fotboll under förlängningar, men resultatet visade sig bli det motsatta med mer defensiv och försiktig fotboll. Säsongen 2002/2003 introducerade Uefa en ny regel, silver goal, i stället för golden goal. Ingen av dessa former används längre för att avgöra större herrmatcher. Man valde istället att återgå till de gamla reglerna för förlängning. På damsidan och i vissa herrturneringar, till exempel Svenska cupen, har fenomenet förekommit både före 1996 och efter 2003, oftast under namnet "sudden death".
I februari 2004 meddelade IFAB att efter Europamästerskapet i fotboll 2004 i Portugal skulle både golden goal och silver goal avskaffas från fotbollsreglerna. Vid VM 2006 i Tyskland tillämpades inte regeln vid oavgjorda utslagsmatcher utan man gick tillbaka till tidigare regler:  oavgjorda matcher följdes av 2x15 minuter samt straffar.

## Berömda matcher som slutat med golden goal[4]
| Datum             | Turnering                    | Hemmalag  | Bortalag | Målskytt        | Resultat |
| ----------------- | ---------------------------- | --------- | -------- | --------------- | -------- |
| 30 juni 1996      | EM 1996 - final              | Tjeckien  | Tyskland | Oliver Bierhoff | 1-2      |
| 28 juni 1998      | VM 1998 - åttondelsfinal     | Frankrike | Paraguay | Laurent Blanc   | 1-0      |
| 1 juli 1999       | Dam-VM 1999 - kvartsfinal    | Brasilien | Nigeria  | Sissi           | 4-3      |
| 2 juli 2000       | EM 2000 - final              | Frankrike | Italien  | David Trezeguet | 2-1      |
| 23 september 2000 | OS 2000 herrar - kvartsfinal | Brasilien | Kamerun  | Modeste M'bami  | 1-2      |
| 29 september 2000 | OS 2000 damer - final        | Norge     | USA      | Dagny Mellgren  | 3-2      |
| 16 juni 2002      | VM 2002 - åttondelsfinal     | Sverige   | Senegal  | Henri Camara    | 1-2      |
| 18 juni 2002      | VM 2002 - åttondelsfinal     | Sydkorea  | Italien  | Ahn Jung-hwan   | 2-1      |
| 22 juni 2002      | VM 2002 - kvartsfinal        | Senegal   | Turkiet  | İlhan Mansız    | 0-1      |
| 12 oktober 2003   | Dam-VM 2003 - final          | Tyskland  | Sverige  | Nina Kuenzer    | 2-1      |

### Fotnoter
1. ↑  ”Garrick F.C.”. Arkiverad från originalet den 15 oktober 2012. https://archive.is/20121015205144/http://www.btinternet.com/~a.drake/sheff/club/garrick.htm. Läst 25 januari 2008.
2. ↑  2006 World Cup drops golden goal Arkiverad 1 juni 2006 hämtat från the Wayback Machine.
3. ↑  FIFA Rules Arkiverad 15 juli 2006 hämtat från the Wayback Machine.
4. ↑   Fakta på FIFAs hemsida Arkiverad 10 mars 2007 hämtat från the Wayback Machine.